# Qualificazioni al Campionato europeo maschile di pallacanestro 2017
Questa pagina contiene i risultati riguardanti le qualificazioni al Campionato europeo maschile di pallacanestro 2017.

## Formato
Le squadre sono state divise in 7 gruppi: Le vincenti si sono qualificate direttamente alla fase fase finale dell'Europeo, a cui si aggiungono le quattro migliori seconde.

## Qualificazioni

### Sorteggio
Hanno partecipato al primo turno le squadre che non si sono qualificate all'Europeo 2015. Rispetto all'edizione precedente, torna a partecipare l'Albania e Cipro, mentre per il Kosovo si tratta della prima partecipazione in assoluto.
Le squadre sono state divise in 4 urne.
| Urna 1                                                    | Urna 2                                                                       | Urna 3                                                                | Urna 4                                                |
| --------------------------------------------------------- | ---------------------------------------------------------------------------- | --------------------------------------------------------------------- | ----------------------------------------------------- |
| Polonia Slovenia Belgio Georgia Russia Germania Macedonia | Estonia Paesi Bassi Ucraina Bosnia ed Erzegovina Islanda Ungheria Montenegro | Austria Svezia Bielorussia Svizzera Bulgaria Gran Bretagna Slovacchia | Portogallo Danimarca Lussemburgo Cipro Albania Kosovo |

### Fase a gironi

#### Gruppo A
| Team        | Pt | V - P | PF - PS   | DP  |
| ----------- | -- | ----- | --------- | --- |
| 1. Belgio   | 11 | 5 - 1 | 459 - 361 | +98 |
| 2. Islanda  | 10 | 4 - 2 | 466 - 429 | +37 |
| 3. Cipro    | 8  | 2 - 4 | 399 - 450 | -51 |
| 4. Svizzera | 7  | 1 - 5 | 430 - 514 | -84 |

#### Gruppo B
| Team           | Pt | V - P | PF - PS   | DP  |
| -------------- | -- | ----- | --------- | --- |
| 1. Germania    | 10 | 4 - 2 | 495 - 423 | +72 |
| 2. Paesi Bassi | 10 | 4 - 2 | 461 - 449 | +12 |
| 3. Austria     | 8  | 2 - 4 | 411 - 438 | -27 |
| 4. Danimarca   | 8  | 2 - 4 | 492 - 549 | -57 |

#### Gruppo C
| Team                    | Pt | V - P | PF - PS   | DP  |
| ----------------------- | -- | ----- | --------- | --- |
| 1. Russia               | 8  | 4 - 0 | 309 - 253 | +56 |
| 2. Bosnia ed Erzegovina | 6  | 2 - 2 | 273 - 308 | -35 |
| 3. Svezia               | 4  | 0 - 4 | 279 - 300 | -21 |

#### Gruppo D
| Team           | Pt | V - P | PF - PS   | DP  |
| -------------- | -- | ----- | --------- | --- |
| 1. Polonia     | 11 | 5 - 1 | 490 - 413 | +77 |
| 2. Estonia     | 9  | 3 - 3 | 429 - 444 | -15 |
| 3. Bielorussia | 9  | 3 - 3 | 430 - 437 | -7  |
| 4. Portogallo  | 7  | 1 - 5 | 401 - 456 | -55 |

#### Gruppo E
| Team        | Pt | V - P | PF - PS   | DP   |
| ----------- | -- | ----- | --------- | ---- |
| 1. Slovenia | 12 | 6 - 0 | 536 - 436 | +100 |
| 2. Ucraina  | 10 | 4 - 2 | 467 - 424 | +43  |
| 3. Bulgaria | 8  | 2 - 4 | 449 - 465 | -16  |
| 4. Kosovo   | 6  | 0 - 6 | 419 - 546 | -127 |

#### Gruppo F
| Team          | Pt | V - P | PF - PS   | DP   |
| ------------- | -- | ----- | --------- | ---- |
| 1. Georgia    | 11 | 5 - 1 | 524 - 402 | +122 |
| 2. Montenegro | 11 | 5 - 1 | 563 - 420 | +143 |
| 3. Slovacchia | 7  | 1 - 5 | 392 - 518 | -126 |
| 4. Albania    | 7  | 1 - 5 | 372 - 511 | -139 |

#### Gruppo G
| Team             | Pt | V - P | PF - PS   | DP  |
| ---------------- | -- | ----- | --------- | --- |
| 1. Ungheria      | 12 | 6 - 0 | 480 - 413 | +67 |
| 2. Gran Bretagna | 9  | 3 - 3 | 512 - 479 | +33 |
| 3. Macedonia     | 8  | 2 - 4 | 439 - 473 | -34 |
| 4. Lussemburgo   | 7  | 1 - 5 | 432 - 498 | -66 |

### Confronto tra le seconde classificate
| Gr. | Team                 | Pt | V - P | PF - PS   | DP  |
| --- | -------------------- | -- | ----- | --------- | --- |
| F   | Montenegro           | 7  | 3 - 1 | 356 - 291 | +65 |
| A   | Islanda              | 7  | 3 - 1 | 298 - 274 | +24 |
| G   | Gran Bretagna        | 6  | 2 - 2 | 342 - 325 | +17 |
| E   | Ucraina              | 6  | 2 - 2 | 297 - 300 | -3  |
| B   | Paesi Bassi          | 6  | 2 - 2 | 273 - 289 | -16 |
| C   | Bosnia ed Erzegovina | 6  | 2 - 2 | 273 - 308 | -35 |
| D   | Estonia              | 5  | 1 - 3 | 271 - 313 | -42 |